# 올텐-루체른 철도
올텐-루체른 철도(Olten–Lucerne railway)는 스위스의 올텐과 루체른 사이를 운행하는 주요 철도 노선 중 하나이다. 스위스 중앙 철도에 의해 건설되었으며, 1856년에 루체른에 개통되었다. 스위스 중앙 철도는 1902년에 스위스 연방 철도에 인수되었다. 이 노선은 1,435 mm 표준궤이며, 15kV 16.7Hz에서 전철화되고, 2개의 트랙이 있다.
여객 서비스는 바젤과 루체른 사이의 도시 간, 지역 간 및 지역 특급 서비스가 혼합되어 있으며 일부는 키아소를 오가는 서비스이다. 루체른과 주르제 사이에는 30분 S-반 서비스(S18)가 있으며, 주르제와 올텐 사이에는 매시간 운행(S22)이 있다.